# Ernie Grunfeld
Ernest "Ernie" Grunfeld (Satu Mare, 24 de abril de 1955) é um ex-basquetebolista estadunidense, nascido na Roménia que conquistou a Medalha de ouro disputada nos XXI Jogos Olímpicos de Verão realizados em 1976 na cidade de Montreal, Canadá.